# Mars Terahertz Microsatellite
El Mars Terahertz Microsatellite es un proyecto de nave espacial equipada con un sensor de terahercios cuya intención es llevarlo a la superficie de Marte para medir la cantidad de isótopos de oxígeno en varias moléculas en la atmósfera marciana. El objetivo de la misión es desentrañar cuál es la cadena de reacciones químicas que reabastecen la atmósfera con dióxido de carbono.
Está previsto que la sonda sea lanzada como un «paquete» además de otra carga útil durante la ventana de lanzamiento del mes de julio de 2020. A fecha de septiembre de 2017, aún no había un acuerdo oficial de lanzamiento como misión principal. La nave espacial estará en órbita alrededor de Marte momentos antes de aterrizar el instrumento en la superficie.
La sonda está siendo desarrollada por el National Institute of Information and Communications Technology (NICT) de Japón y el Intelligent Space Systems Laboratory (ISSL) de la Universidad de Tokio. El proyecto fue iniciado con una propuesta anterior denominada FIRE (Far InfraRed Experiment), que consistía en un sensor diseñado para el satélite MELOS Mars proyectado por JAXA.

## Desarrollo
ISSL desarrolló previamente dos sondas con destino al espacio profundo: la sonda PROCYON que sobrevolaría un asteroide y el nanosatélite EQUULEUS CubeSat con destino al punto lagrangiano Tierra-Luna L2. NICT desarrollará el instrumento SMILES (Superconducting Submillimeter-Wave Limb-Emission Sounder) para colocarlo a bordo del módulo Kibo en la Estación Espacial Internacional, y el instrumento SWI (Sub-millimeter Wave Instrument) que ha desrerollado conjuntamente con la Agencia Espacial Europea (ESA) y el Centro Aeroespacial Alemán (DLR)  y que formará parte de la misión Jupiter Icy Moons Explorer (JUICE). A diferencia de la Agencia Japonesa de Exploración Aeroespacial (JAXA), que está bajo la jurisdicción del Ministerio de Educación, Cultura, Deportes, Ciencia y Tecnología (Japón), la agencia NICT está tutelada por el Ministerio de Asuntos Internos y Comunicaciones de Japón (MIC). MIC formalmente aprobó el Mars Terahertz Microsatellite a principios de 2017.

## Nave espacial
Las dimensiones preliminares del módulo de aterrizaje son un cubo de 50 cm, y puede tener una masa de 140 kg (310 lb) incluyendo propelente. Su sistema de aterrizaje podría ser un conjunto de un decelerador aerodinámico inflable y un airbag.